# Polycladida
Polycladida zijn een orde van platwormen.

## Taxonomie
De volgende taxa zijn bij de orde ingedeeld:
- Onderorde Acotylea
  - Superfamilie Ilyplanoidea
    - Familie Anocellidae
    - Familie Discocelidae
    - Familie Discoprosthididae
    - Familie Enantiidae
    - Familie Euplanidae
    - Familie Ilyplanidae
    - Familie Mucroplanidae
    - Familie Palauidae

  - Superfamilie Leptoplanoidea
    - Familie Apidioplanidae
    - Familie Candimboididae
    - Familie Cestoplanidae
    - Familie Cryptocelidae
    - Familie Didangiidae
    - Familie Gnesiocerotidae
    - Familie Leptoplanidae
    - Familie Notocirridae
    - Familie Notoplanidae
    - Familie Pleioplanidae
    - Familie Stylochoplanidae

  - Superfamilie Stylochoidea
    - Familie Callioplanidae
    - Familie Diplosoleniidae
    - Familie Latocestidae
    - Familie Limnostylochidae
    - Familie Planoceridae
    - Familie Plehniidae
    - Familie Polyposthiidae
    - Familie Pseudostylochidae
    - Familie Stylochidae
    - Familie Stylochocestidae
    - Familie Theamatidae
- Onderorde Cotylea
  - Superfamilie Ditremagenioidea
    - Familie Ditremageniidae

  - Superfamilie Euryleptoidea
    - Familie Euryleptidae
    - Familie Euryleptididae
    - Familie Laidlawiidae
    - Familie Prosthiostomidae

  - Superfamilie Opisthogenioidea
    - Familie Opisthogeniidae

  - Superfamilie Pseudocerotoidea
    - Familie Amyellidae
    - Familie Anonymidae
    - Familie Boniniidae
    - Familie Chromoplanidae
    - Familie Dicteroidae
    - Familie Diposthidae
    - Familie Pericelidae
    - Familie Pseudocerotidae
    - Familie Stylochoididae
    - Familie Diplopharyngeatidae
    - Familie Emprosthopharyngidae
    - Familie Hoploplanidae
      - Geslacht Platydendron

    - Familie Pseudoceridae
    - Familie Theamidae